# Union College

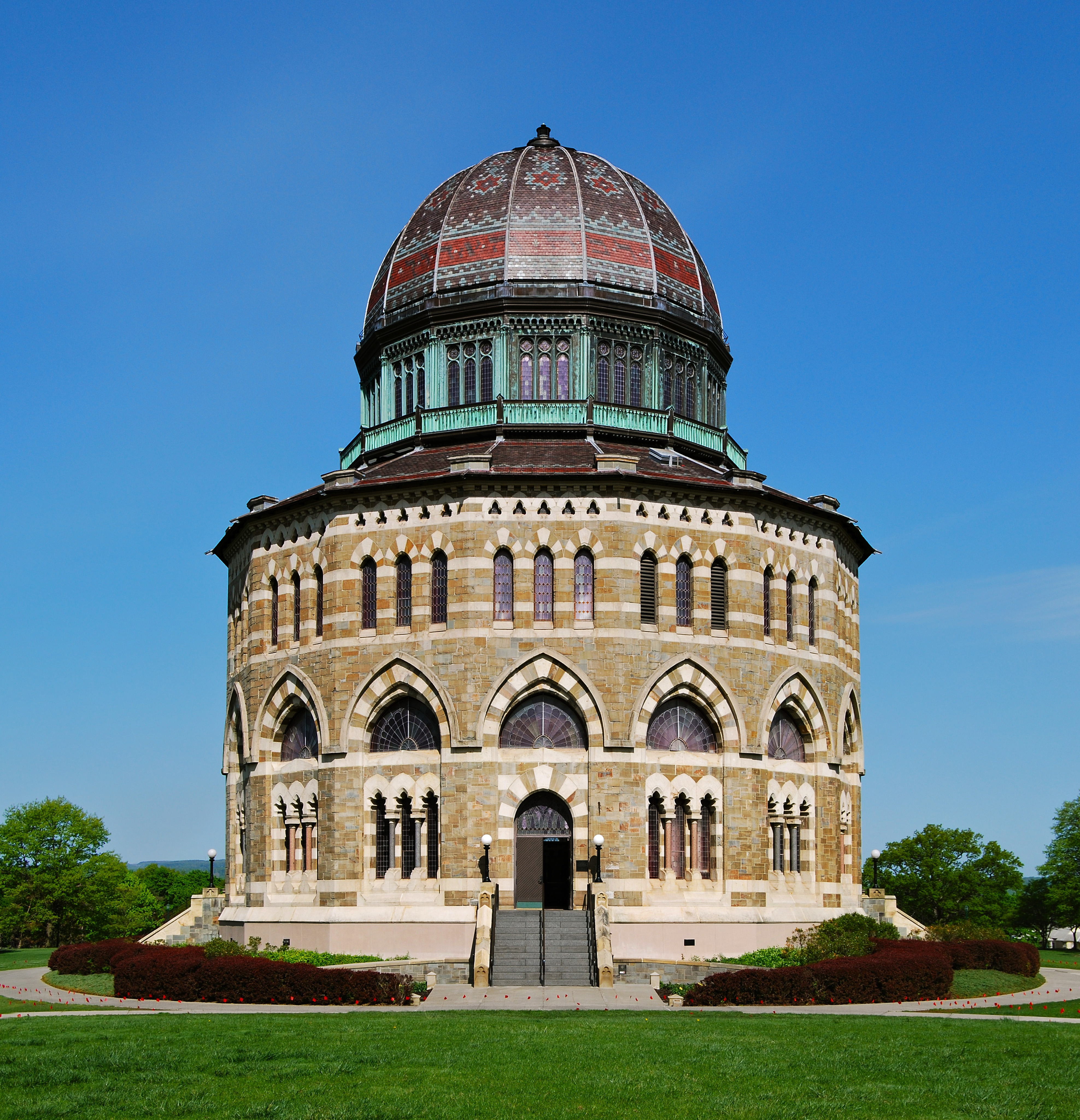
Le joyau architectural du campus de l'Union College, le Nott Memorial, ainsi nommé d'après le président du college de 1804 à 1866, Eliphalet Nott.

Union College est une école privée, non confessionnelle, dans le domaine des Arts et des Lettres situé à Schenectady, État de New York. Fondé en 1795, Union College est le premier collège dont la charte ait été accordée par les Régents de l'Université de l'État de New York.
Aujourd'hui, Union College est classé parmi l'élite des universités dans le domaine des Arts et des Lettres aux États-Unis. Numéro 40 en 2008 dans le classement de l'U.S. News & World Report, Union College offre des programmes englobant à la fois les Arts et Lettres et les Sciences. Presque 50 % de ses 2 200 étudiants sont inscrits en sciences de l'ingénieur. Le corps estudiantin est composé à parts à peu près égales d'hommes et de femmes, reflétant les changements continuels du corps estudiantin depuis que le collège devint mixte en 1970. Membre cofondateur de NESCAC (avant de se retirer en 1982), Union College fit jouer ses équipes en Division III dans la majorité de ses sports. Le 12 avril 2014, l'équipe masculine de hockey sur glace remporte le championnat universitaire de première division (NCAA Division I).
Université connue comme la « Mère des fraternités », l'Union College a engendré les trois premières sociétés « à lettre grecque » des États-Unis.

## Histoire
Bien que sa charte fut publiée officiellement en 1795, le collège peut trouver trace de ses débuts en 1779. Assurés que la défaite du général anglais Burgoyne à la Bataille de Saratoga deux ans plus tôt conduirait à la naissance d'une nouvelle nation, plusieurs centaines de résidents du Nord de New York initièrent la première revendication populaire pour un enseignement supérieur en Amérique. Des militants universitaires et du clergé persistèrent dans cet effort pendant seize ans jusqu'à ce que les Régents de l'Université de l'État de New York reconnaissent l'école avec les premiers statuts d'état. Pendant ses soixante-quinze premières années, l'Union College était considéré comme faisant partie de la poignée des meilleurs collèges en Amérique. Le collège subit quelques difficultés financières et autres à la fin du dix-neuvième siècle, mais vers l'année 1900, il avait regagné son statut parmi les premières institutions d'enseignement supérieur de la nation. Ceci a été pour une large part dû aux capacités de management pleines de talents d'Andrew Van Vranken Raymond (Class of 1875), qui fut le président du collège de 1894 à 1907.
L'Union College a aussi un riche passé d'anciens élèves en politique. Les présidents des États-Unis Chester A. Arthur, Jimmy Carter, sept secrétaires membres du cabinet, quinze Sénateurs, quatre-vingt-onze membres de la Chambre des Représentants, treize gouverneurs, cinquante diplomates importants, plus de deux cents juges, quarante missionnaires, seize généraux, et quatre-vingts présidents d'universités, incluant les premiers présidents de l'université de l'Illinois, l'université de l'Iowa, l'université du Michigan, Smith College, et Elmira College, tous ont étudié à Union College. Les diplômés de la même classe William H. Seward, bien connu pour son achat controversé de l'Alaska, et Robert Toombs servirent simultanément comme secrétaires d'État ; Seward pour les États-Unis et Toombs pour la États confédérés d'Amérique. Des portraits des deux personnages sont actuellement accrochés côte à côte dans la maison du Président.

## Campus

### Conception et architecture

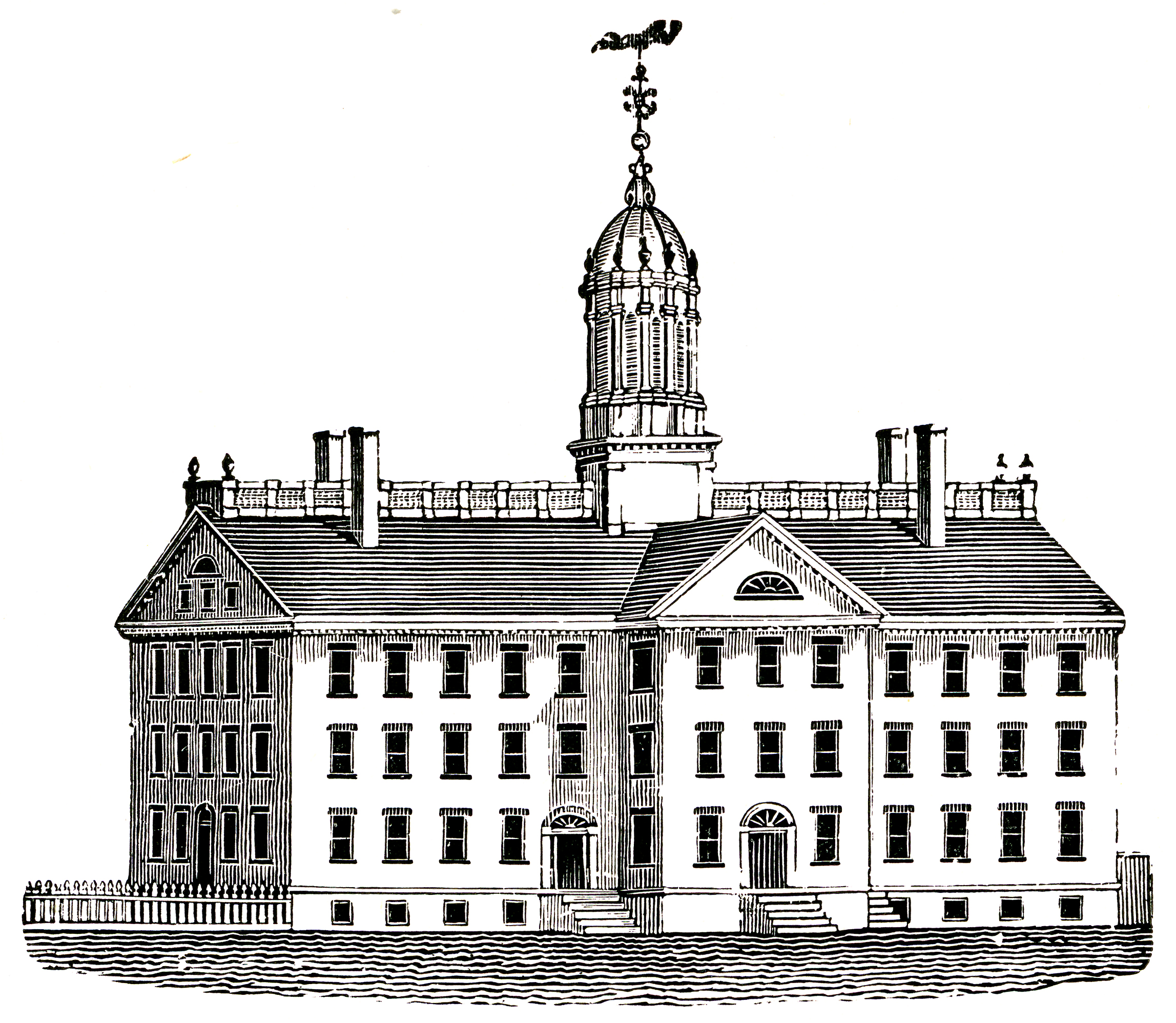
Union College, 1804 ; On pense que sa conception a été inspirée par le Nassau Hall de Princeton.

Après qu'« Union College » eut reçu sa charte de reconnaissance en 1795, il était presque naturel qu'il continuât son œuvre dans le même bâtiment qu'il occupait déjà comme Académie Schenectady.
L'architecte et paysagiste français Joseph-Jacques Ramée (1794-1842), élève de l’architecte et architecte paysagiste François-Joseph Bélanger, est appelé par les promesses du riche banquier David Parish aux États-Unis, où il conçoit son chef-d'œuvre : les bâtiments et le campus d'Union College à Schenectady .
Sur un plateau en haut d'une colline, Ramée conçoit les bâtiments autour d'une vaste cour d'honneur, avec en son centre un bâtiment rond, l'actuel Nott Memorial, dédié à Eliphalet Nott, président du collège pendant 62 ans (1804-1866), réalisé par l'architecte Edward Tuckerman Potter . 
Le Nott Memorial est inscrit au Registre national des lieux historiques  le 5 mai 1972, et reconnu site historique national - National Historic Landmark - le 24 juin 1986 . 
C'est la bibliothèque du collège. La guerre anglo-américaine de 1812 fait renoncer à d'autres constructions, et Joseph Ramée rentre en Belgique.

## Vie estudiantine

### Fraternité et sororité

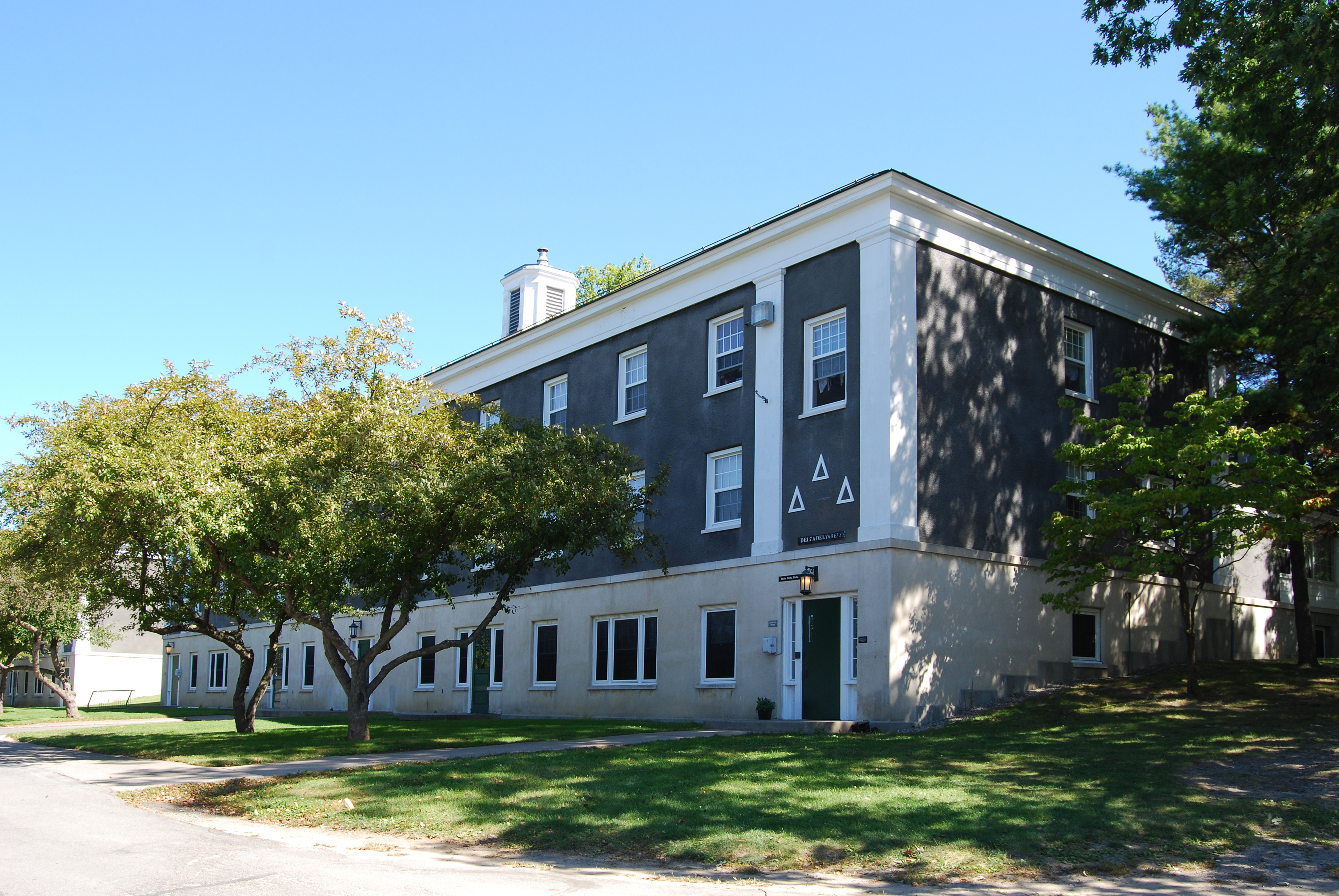
Potter House, siège de la sororité Delta Delta Delta et de la fraternité Chi Psi.

On se réfère à Union College en tant qu'université « Mère des Fraternités » parce que plusieurs fraternités, dont les trois premières en Amérique, ainsi que trois autres organisations nationales, ont été fondées là-bas. Plus de fraternités ont été fondées à l'Union College que partout ailleurs. L'Union Triad est un nom donné aux trois premières fraternités sociales "à lettres Grecques". C'était la Société Kappa Alpha (1825) (la plus vieille fraternité de la nation), la Société Sigma Phi (la première à lancer un second chapitre dans un autre collège) (1827) et Delta Phi (1827). Sigma Phi est la seule à rester sur le campus, faisant d'elle le plus ancien chapitre fraternel national. Approximativement un tiers des étudiants de l'Union College choisissent de faire partie de la vie grecque sur le campus. Neuf fraternités font partie de l'Inter-Fraternal Council sur le campus : Alpha Delta Phi (AD), Alpha Epsilon Pi (AEPi), Chi Psi, (XY), Delta Kappa Epsilon (DKE), Phi Delta Theta (Phi Delt), Psi Upsilon (Psi U), Sigma Chi (Sig Chi), Sigma Phi (Sig Phi), et Theta Delta Chi (TDX).
Les sororités sur le campus font partie du National Pan-Hellenic Council, Delta Delta Delta (Tri Delt), Gamma Phi Beta (Gamma Phi), and Sigma Delta Tau (SDT). Le Multicultural Greek Council est le corps administratif gouvernant cinq autres institutions : Alpha Phi Alpha, Phi Iota Alpha, Omega Phi Beta, Iota Phi Theta, et Lambda Pi Chi.

## Sport
Membre fondateur de la New England Small College Athletic Conference (NESCAC), Union participe aujourd'hui à la National Collegiate Athletic Association (NCAA), à la Liberty League, à l'ECAC Hockey et à l'Eastern College Athletic Conference (ECAC). Les équipes de hockey sur glace masculine et féminine évoluent au niveau de la Division I de la NCAA ; Tous les autres sports sont organisés au niveau de la Division III de la NCAA.
Des compétitions interuniversitaires sont proposées dans 26 sports :

### Pour les hommes
Le baseball, le basketball, l'aviron, le cross-country, le football américain, le hockey sur glace, la crosse, le football, la natation, le tennis et l'athlétisme.

### Pour les femmes
Le basketball, l'aviron, le cross-country, le hockey sur gazon, le golf, le hockey sur glace, la crosse, le football, le softball, la natation, le tennis, l'athlétisme en salle et en extérieur et le volleyball.

## Étudiants célèbres
- Abraham M. Schermerhorn
- Chester A. Arthur, 21e président des États-Unis
- Abel Beach, poète américain
- Jimmy Carter, 39e président des États-Unis
- William H. Seward, secrétaire d'État des 16e et 17e présidents Abraham Lincoln et Andrew Johnson
- Neil Abercrombie, gouverneur de Hawaii
- Baruch Samuel Blumberg, Prix Nobel de médecine
- Richard K. Templeton, P.D.G. de l'entreprise d'électronique Texas Instruments
- Alan F. Horn, administrateur de Walt Disney Studios
- Devin Wenig, P.D.G. du site web de commerce en ligne eBay.

## Galerie

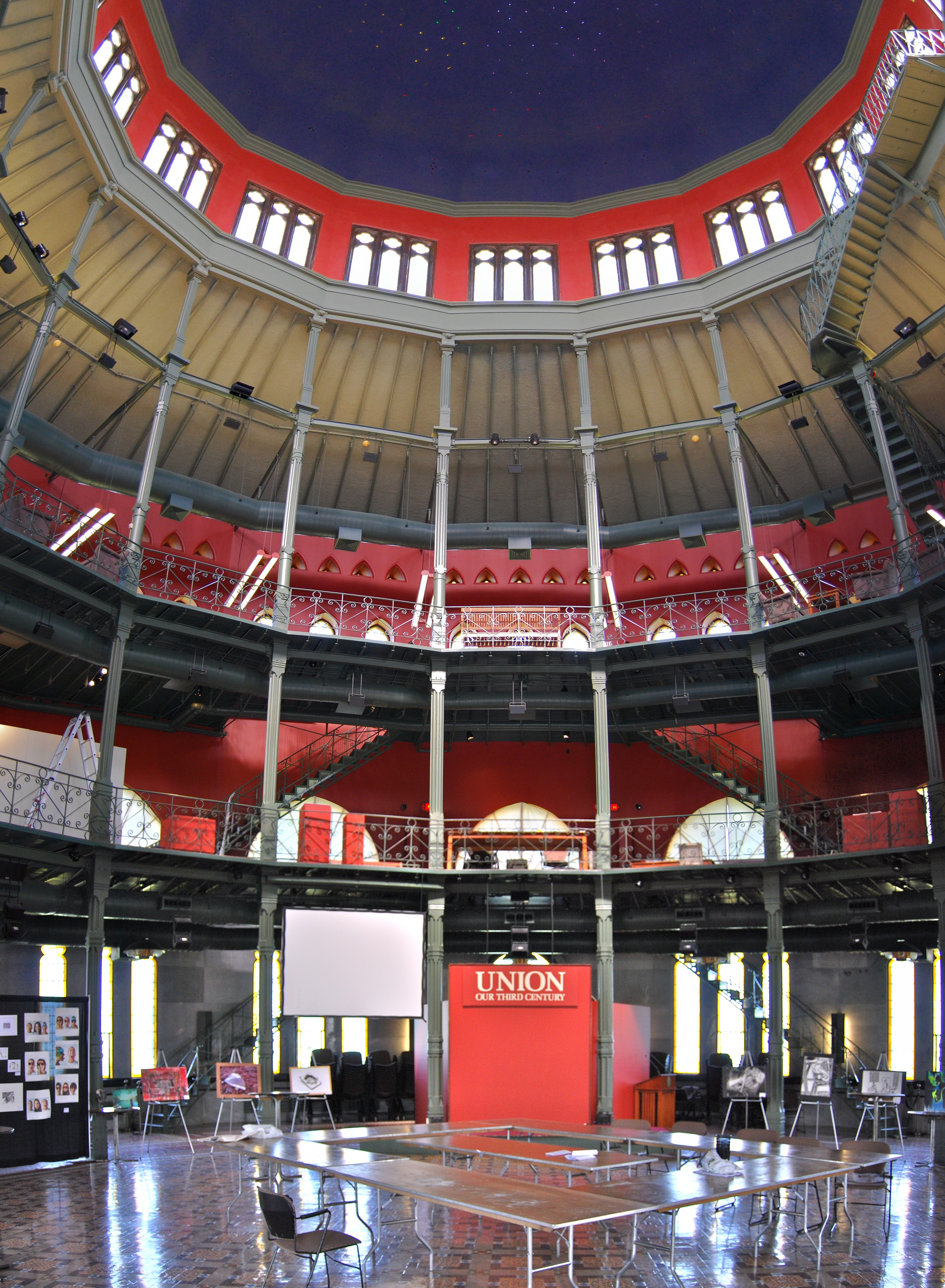
Intérieur du Nott Memorial
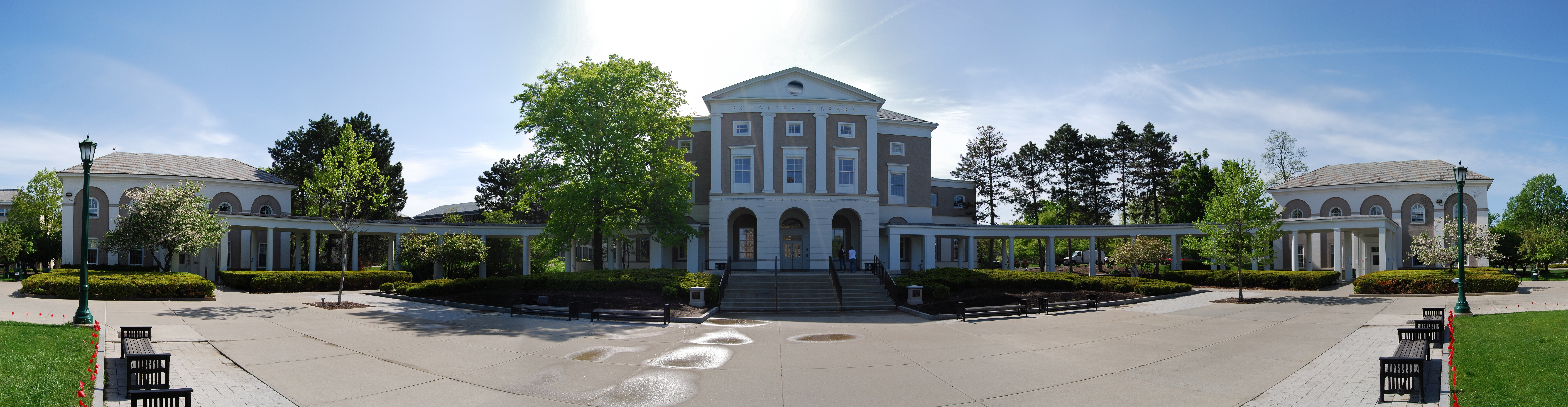
Schaffer Library
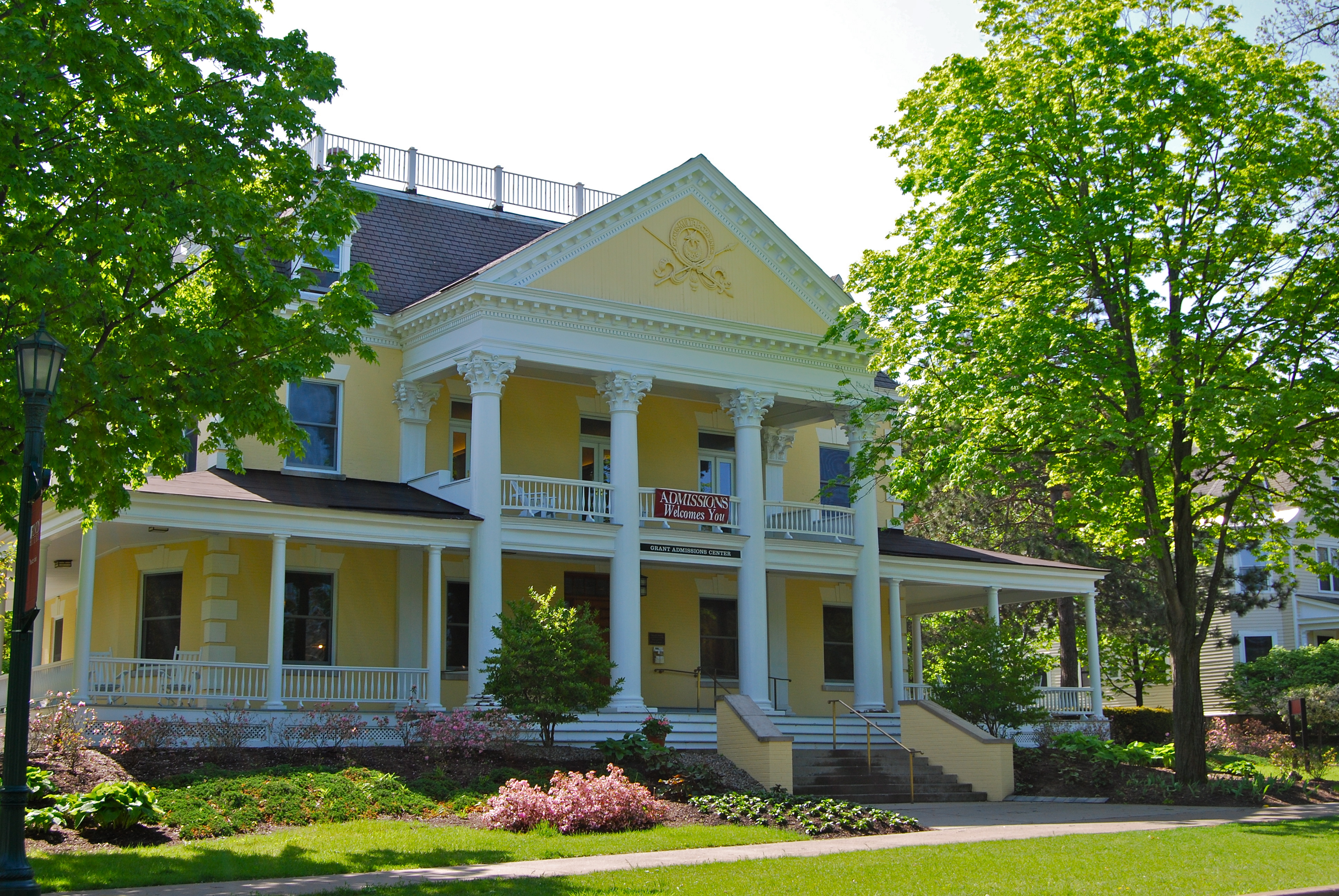
Admission Building
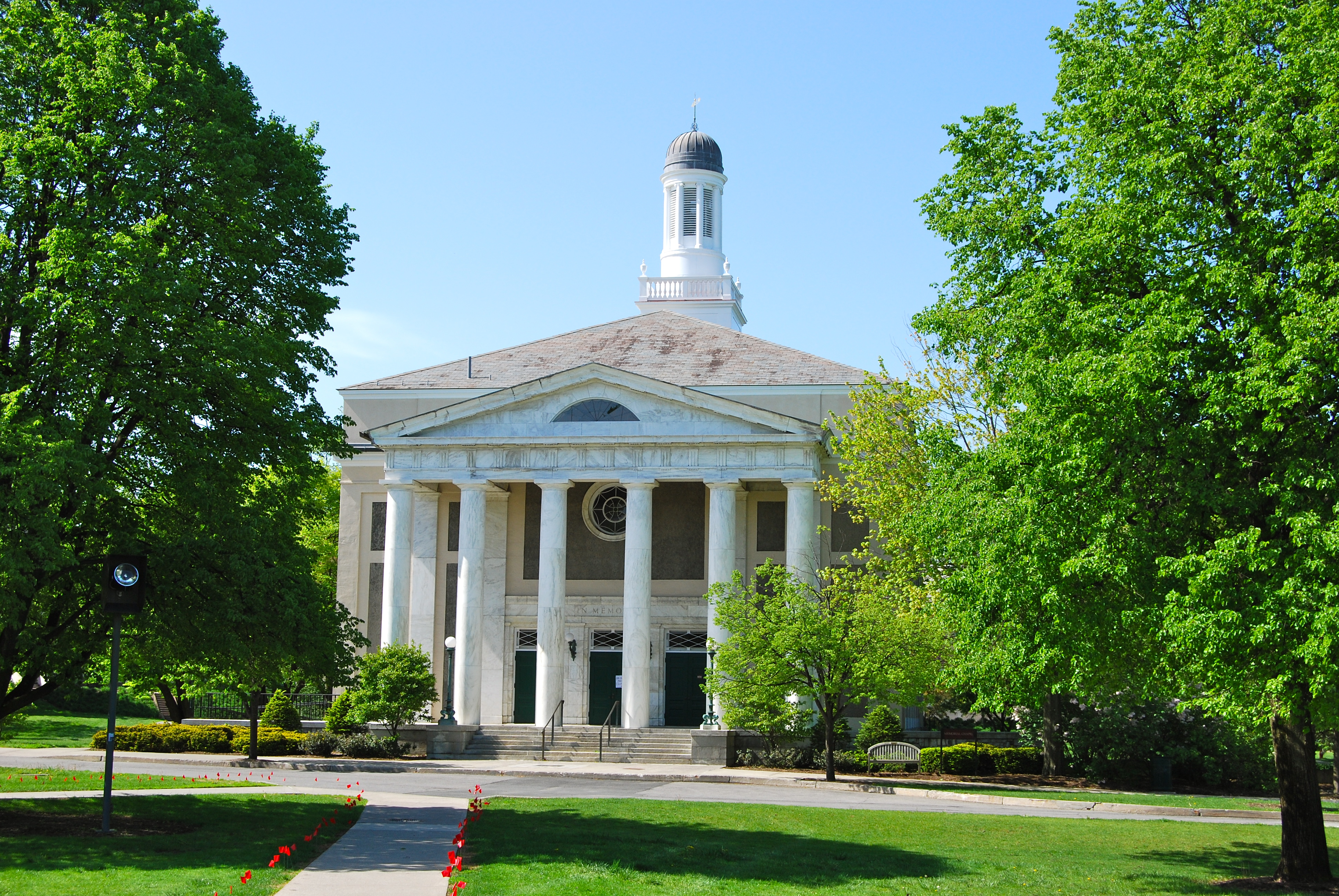
Memorial Chapel
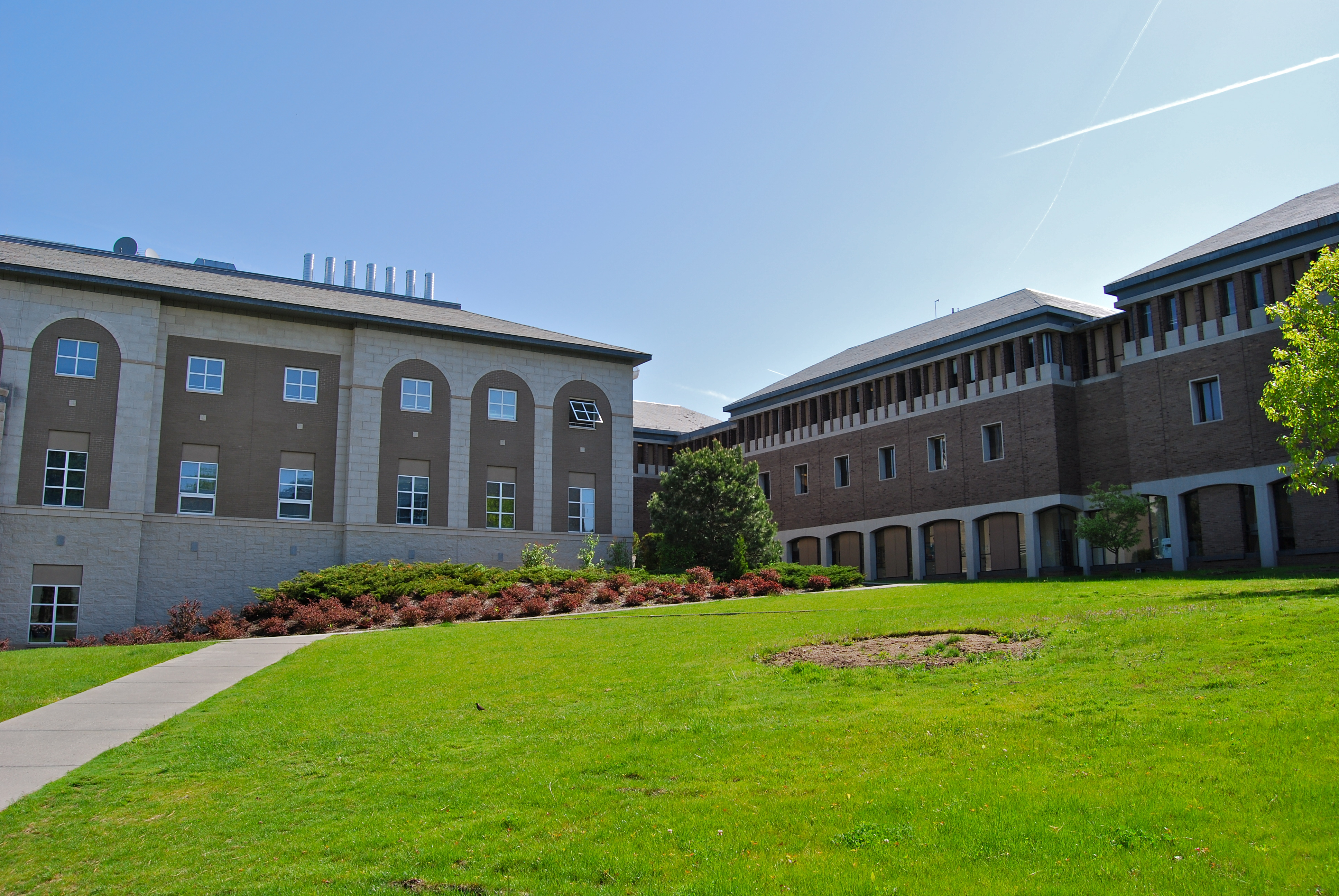
F.W. Olin Center and Science and Engineering Center